# Рат Босне и Дубровника 1154.
Рат Босне и Дубровника се одиграо 1154. године недалеко од Требиња, између Дубровника на чалу чије војске је био Михо Бобаљевић и одреда бановине Босне које су предводили бан Борић и Томаш Вукмирић. Окончала се поразом војске Бановине Босне, као и погибијом два заповједника Џива Цријевића и Томаша Вукмирића. Према Орбиновим наводима сукобу између Босне и Дубровника претходио је некакав спор између епископа Босне и архиепископа Дубровника. Према другим изворима, поуздано се тврди, да је та личност био епископ Крешева, Милован. Учешће Улциња, Котора и Пераста у сукобу, на страни Дубровника, Тибор Живковић објашњава тиме што су сви поменути градови потпадали под византијски утицај.

## Ток битке
Десним крилом босанске војске командовао је Томаш Вукмирић, а лијевим бан Борић, уз кога се налазила угарска коњица којој оба дубровачка писца признају високу борбену вриједност. Лијево крило дубровачке војске чинили су Улцињани на челу са Николом Улцињанином и Пераштани којима је заповедао Милош Шестокрилац, а командовање лијевим крилом обједињавао је Дубровчанин Џиво Цријевић. На челу десног крила и истовремено цијеле војске био је Михо Бобаљевић. На десном крилу био је и Которанин Петар Болица, који се вероватно налазио у средишту дубровачког бојног реда. Током саме битке погинула су и два команданта, Томаш Вукмирић је убио Џиву Цријевића, а касније је и сам изгубио живот, током борбе са Перештанима. Никола Улцињанин је био принуђен да се повуче из борбе јер га је ранила стријела када је покушао да притекне у помоћ Џиву Цријевићу.

## Посљедице битке
Сукоб се завршио поразом Борићеве војске. Орбин наводи да је Борић посље претрпљеног пораза код Требиња послао епископа овог града да у његово име преговара са Дубровчанима. Ово, према Живковићу, упућује да је Требиње већ било стављено под јурисдикцију босанског епископа и да се даље ширење Босанске епископије, подржавано војно-политичком снагом бана Борића, неупитно одвијало на рачун области које су биле подложне Дубровачкој архиепископији.